# Концово (Закарпатская область)
Концово (укр. Концово) — село в Холмковской сельской общине Ужгородского района Закарпатской области Украины.
Население по переписи 2001 года составляло 1278 человек. Почтовый индекс — 89423. Занимает площадь 1,308 км².